# Popolazione carceraria negli Stati Uniti d'America
La popolazione carceraria negli Stati Uniti d'America è la più numerosa tra quelle degli Stati del mondo.

## Storia
I detenuti per reati connessi al traffico di stupefacenti erano circa il 21% nel 2004 nelle prigioni statali e circa il 55% nelle prigioni federali. Secondo un rapporto del Dipartimento di Giustizia USA del 2006, oltre 7,2 milioni di persone erano in quel momento in prigione o sotto varie forme di custodia, ossia circa 1 americano su 32. Nel 2009 il tasso di incremento annuo della popolazione carceraria è stato dello 0,2%.

## Dati statistici
Il principale progetto internazionale che si occupa di fornire dati statistici su tutti i sistemi carcerari del mondo è il World Prison Brief curato dall'Institute For Crime & Justice Policy Research (ICPR), del Birkbeck College dell'Università di Londra.
Con meno del 5% della popolazione mondiale, gli USA hanno circa il 25% della popolazione carceraria mondiale. Secondo l'ICPR, di questi 7,2 milioni, 2,3 sono effettivamente in prigione. Al secondo posto nella classifica mondiale viene la Repubblica Popolare Cinese con 1,6 milioni, ma con una popolazione complessiva oltre quattro volte maggiore di quella degli USA. 
Gli USA detengono il primato anche per il più alto tasso di incarcerazione: circa 751 persone in prigione per ogni centomila abitanti.
Confrontando con paesi culturalmente e socialmente simili, nel 2006, il tasso di incarcerazione nel Regno Unito era di circa 148 persone per centomila residenti.

## Effetti sociali
Nel 1995 il governo aveva stanziato oltre 5 miliardi di dollari per la costruzione di nuove prigioni. Da notare che ad ogni cento milioni di dollari spesi in costruzione, corrispondono 1,6 miliardi per costi operativi nei successivi trenta anni. 
Il costo annuo per l'erario è stimato sui 60 miliardi di dollari, mentre ogni prigioniero costa circa trentamila dollari per anno.
Secondo il giornalista statunitense Reihan Salam (National Review Online), oltre una certa soglia quando più e più persone sono state o sono in carcere, la carcerazione perde la sua connotazione di "vergogna sociale", e l'alto tasso di incarcerazione inizia a contribuire esso stesso all'aumento della criminalità. "Gli USA hanno già superato tale soglia", ha affermato.